# 武汉院校列表
本表列出中国湖北省武汉市的主要院校，包括大学和部分重点中学。

## 高等教育

### 国家教育部直属院校
| 武汉大学 | 华中科技大学 | 武汉理工大学 | 中国地质大学 (武汉) | 华中师范大学 | 华中农业大学 | 中南财经政法大学 |

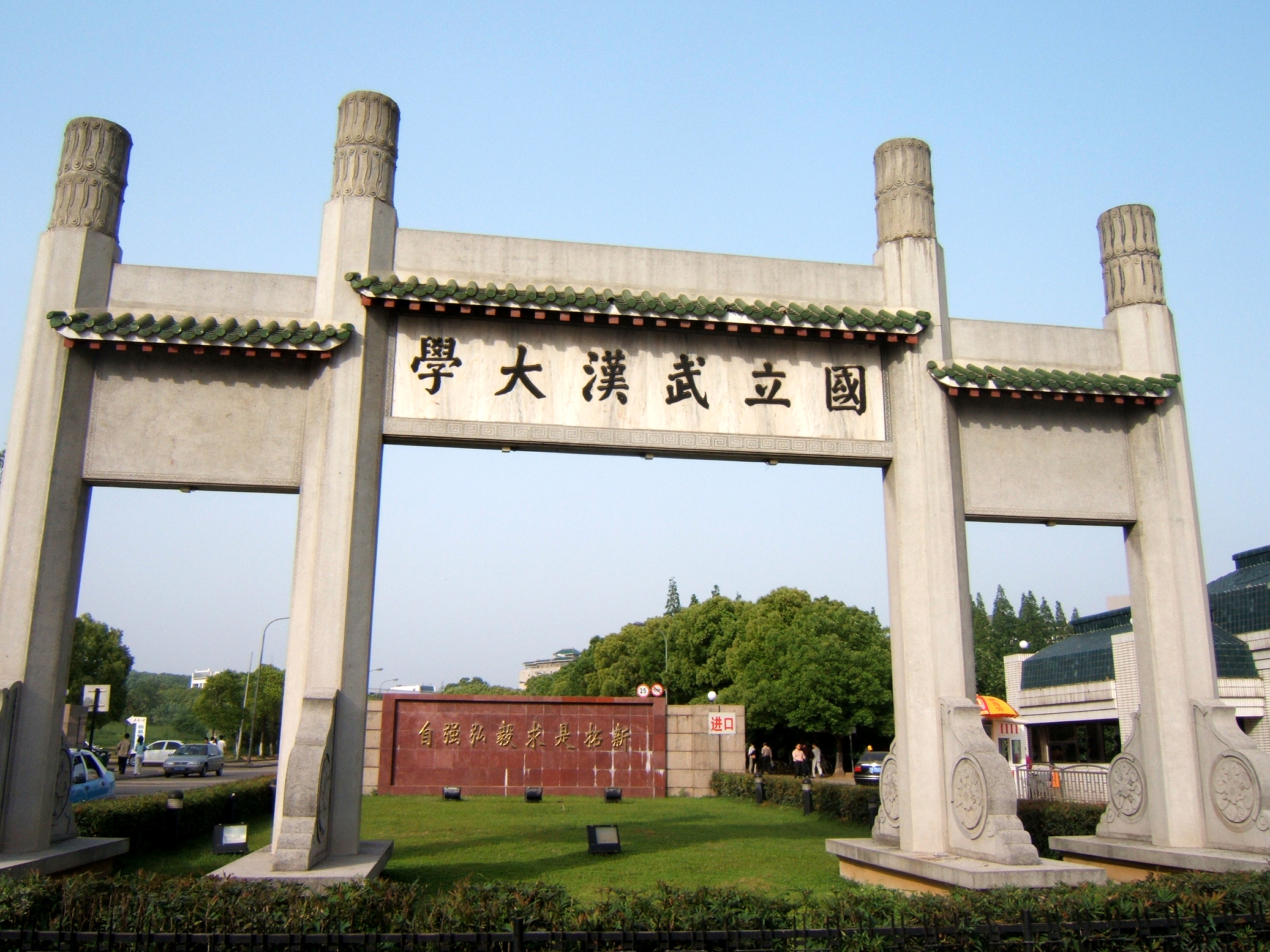
武汉大学
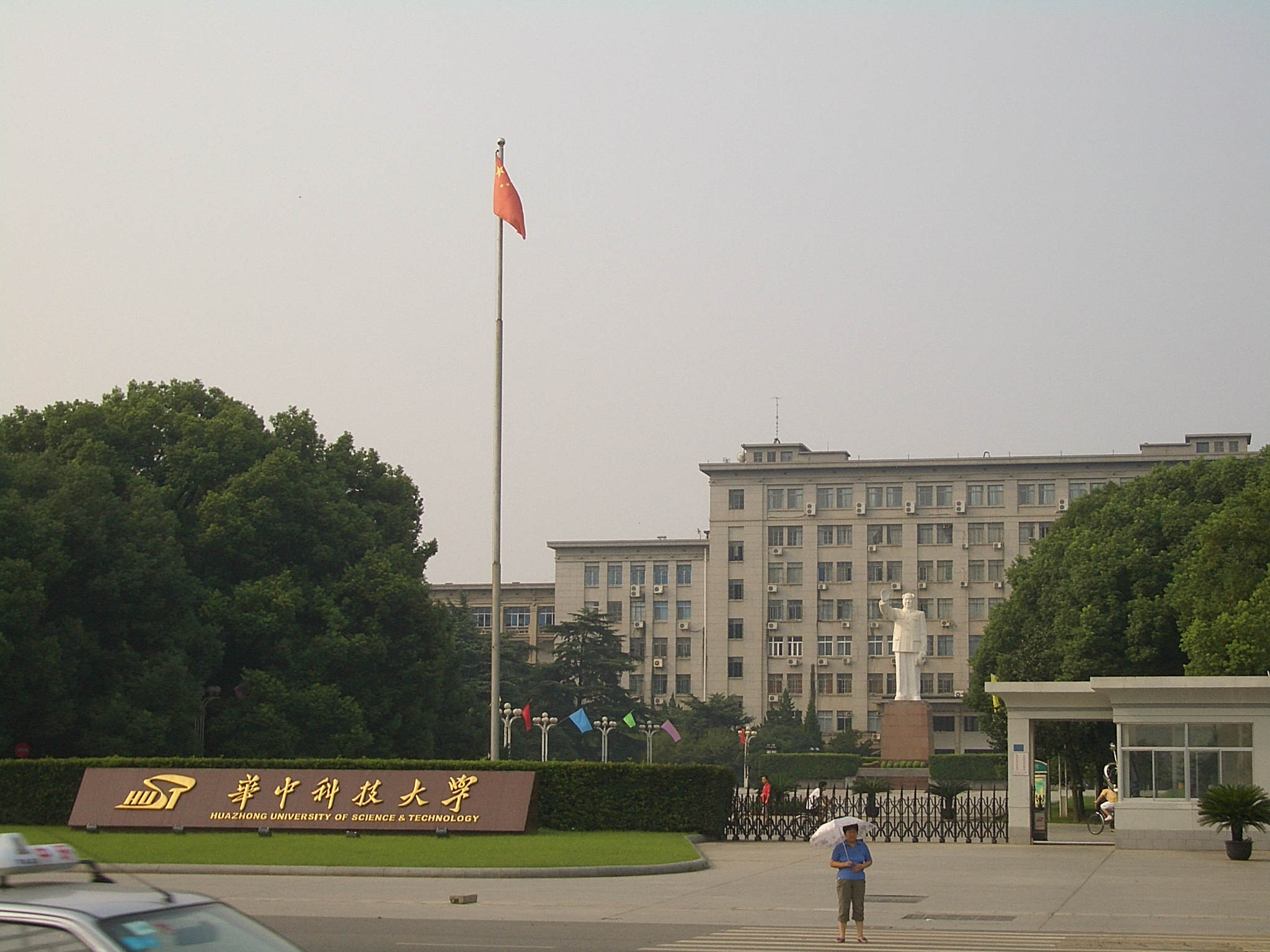
华中科技大学
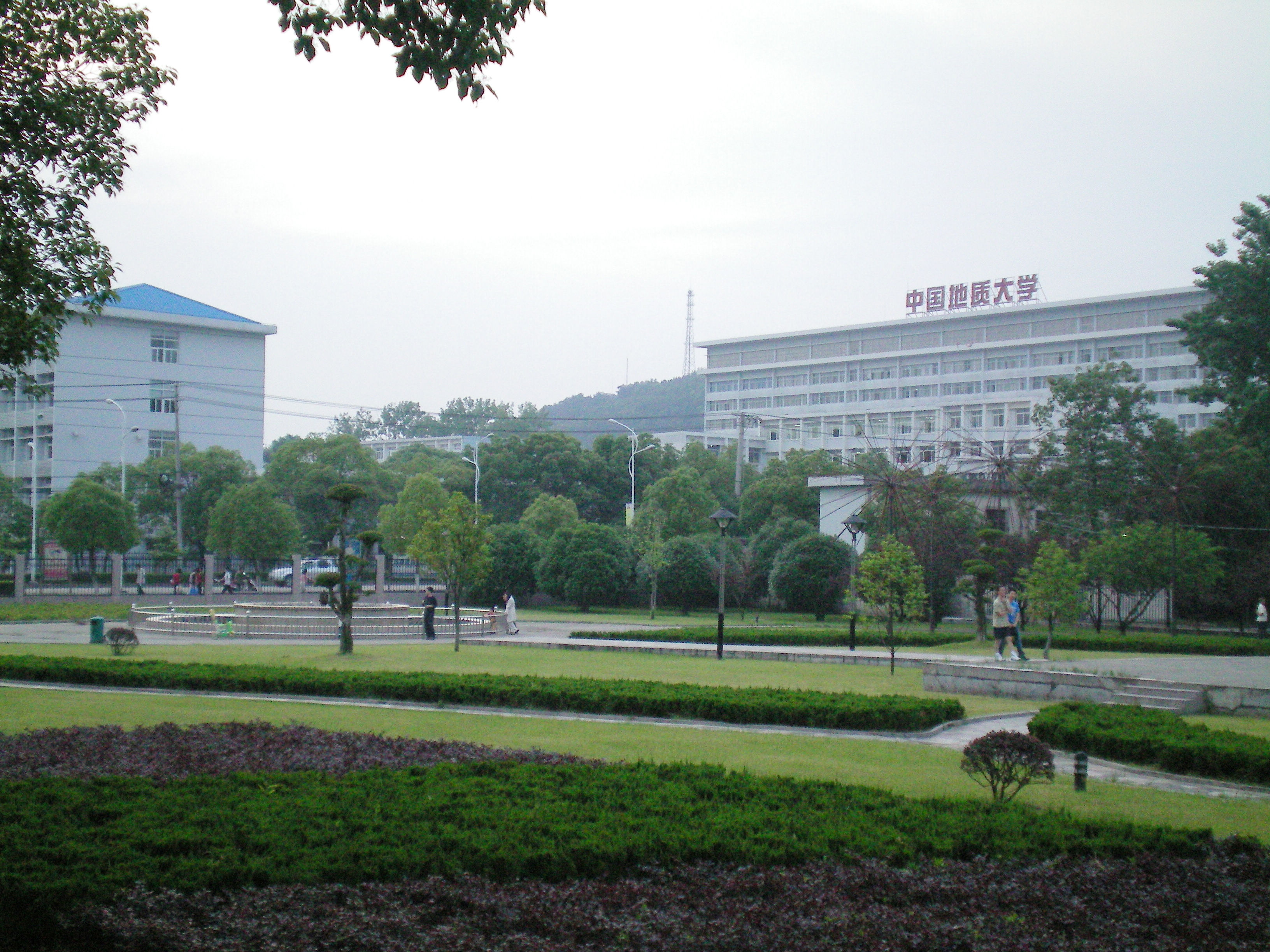
中国地质大学（武汉）
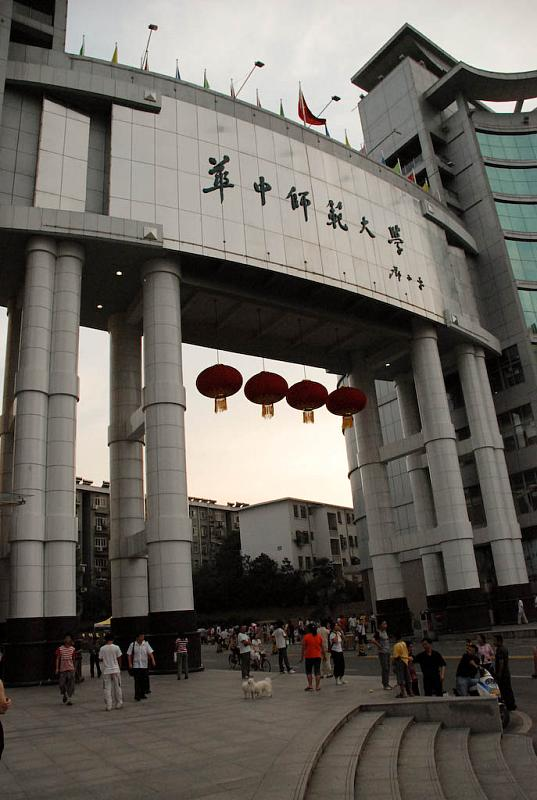
华中师范大学
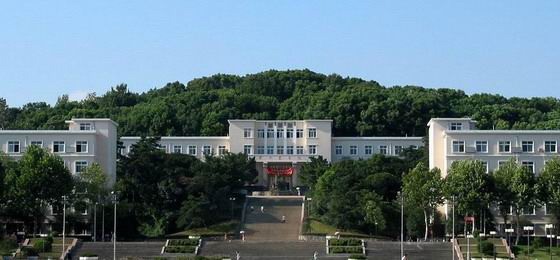
华中农业大学

### 国家民族事务委员会直属院校
| 中南民族大学 |

### 军事院校
| 中国人民解放军联勤保障部队工程大学武汉校区 | 中国人民解放军海军工程大学 | 中国人民解放军空军预警学院 | 中国人民解放军火箭军指挥学院 | 中国人民解放军陆军工程大学军械士官学校 |

### 省属院校
| 湖北大学     | 江汉大学     | 武汉科技大学 | 湖北工业大学   | 湖北经济学院     |
| 武汉工程大学 | 武汉纺织大学 | 武汉轻工大学 | 湖北中医药大学 | 湖北第二师范学院 |
| 武汉体育学院 | 湖北美术学院 | 湖北警官学院 | 武汉音乐学院   |                  |

### 独立学院 (含2010年之后转为民办普通高校的原独立学院)
| 文华学院                               | 武昌首义学院                       |
| 武汉学院                               | 武汉东湖学院                       |
| 武昌理工学院 (原武汉科技大学中南分校） | 汉口学院 (原华中师范大学汉口分校） |
| 湖北商贸学院                           | 武汉工程科技学院                   |
| 武汉城市学院                           | 湖北大学知行学院                   |
| 武汉文理学院                           | 湖北工业大学工程技术学院           |
| 武汉工程大学邮电与信息工程学院         | 武汉纺织大学外经贸学院             |
| 武汉工商学院                           | 湖北经济学院法商学院               |
| 武汉设计工程学院                       | 武昌工学院                         |

### 高职院校
| 湖北艺术职业学院     | 武汉职业技术学院         | 长江职业学院             | 武汉商学院           |
| 武汉船舶职业技术学院 | 武汉工贸职业学院         | 武汉铁路职业技术学院     | 武汉航海职业技术学院 |
| 武汉警官职业学院     | 武汉交通职业学院         | 湖北城市建设职业技术学院 | 湖北交通职业技术学院 |
| 湖北轻工职业技术学院 | 湖北水利水电职业技术学院 | 武汉外语外事职业学院     | 武汉商贸职业学院     |
| 武昌职业学院         | 武汉科技职业学院         | 武汉信息传播职业技术学院 | 湖北开放职业学院     |
| 武汉电力职业技术学院 | 湖北生态工程职业技术学院 | 湖北生物科技职业学院     | 湖北财税职业学院     |
| 武汉民政职业学院     | 武汉城市职业学院         | 武汉软件工程职业学院     | 武汉工程职业技术学院 |

### 民办高校（非独立学院）
| 武汉生物工程学院 | 武汉传媒学院 |
| 武汉华夏理工学院 | 武汉晴川学院 |

### 分校办学点
| 武汉冶金管理干部学院 |

## 中等教育
本段列表并不完全，列出的院校均为为省级示范或市级示范高级中学，有维基条目的学校排名靠前，没有维基条目的学校链接了学校主页
| 华中师范大学第一附属中学 | 武汉大学附属中学 | 武汉中学   | 武汉外国语学校 （页面存档备份，存于） | 水果湖高级中学                      | 武汉市第十一中学 | 武汉市第四中学 |
| 武钢三中                 | 武汉市第三中学   | 光谷一中   | 武汉市第十四中学                      | 洪山高级中学 （页面存档备份，存于） | 武汉市第六中学   | 武汉市第一中学 |
| 武汉市第二中学           | 武汉市第五中学   | 卓刀泉中学 | 湖北大学附属中学                      | 武汉市第十七中学                    | 湖北省实验中学   | 关山中学       |